# Simson SL1

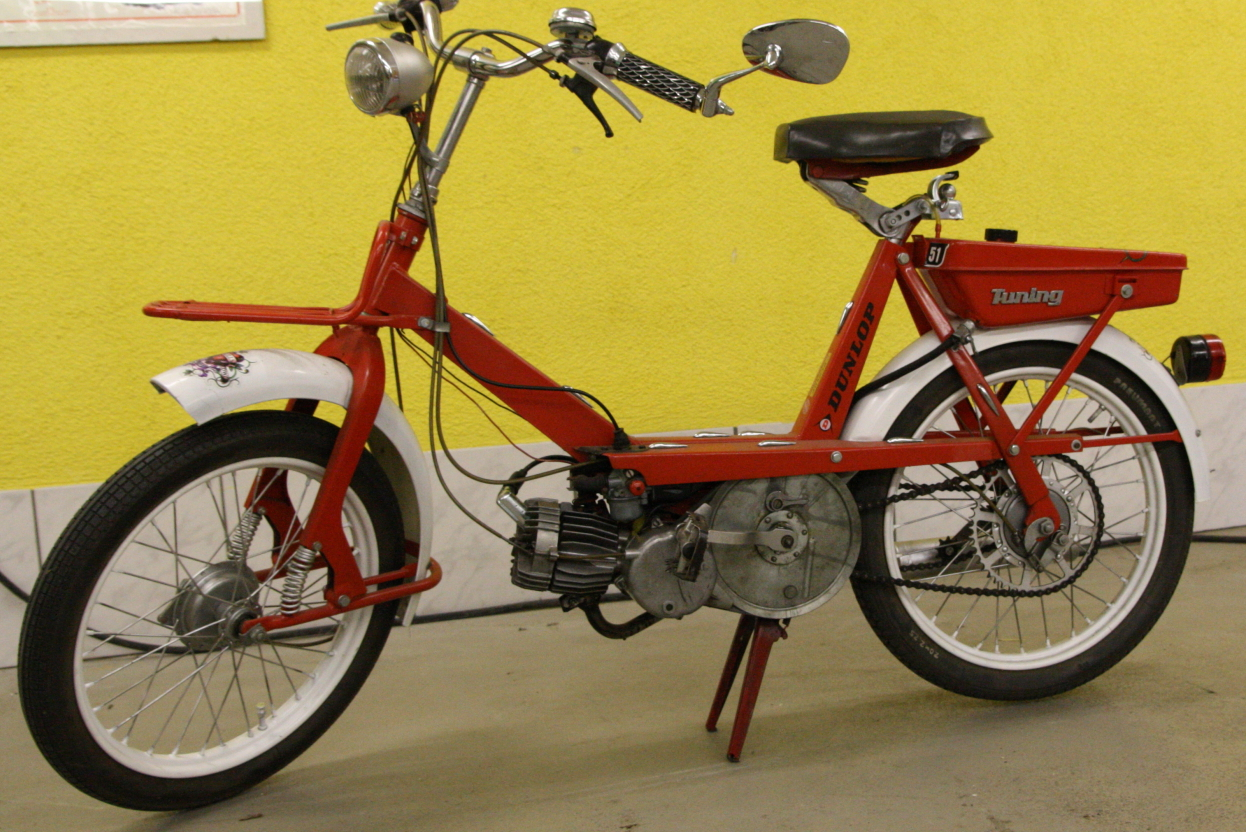
Simson SL1 S mit Vorderradfederung

Das Simson SL 1 ist ein Kleinkraftrad von Simson mit einem 1,2 kW leistenden Ein-Gang-Motor. Obwohl es als Mofa konzipiert ist, gehört es aufgrund der Höchstgeschwindigkeit von 30 km/h nicht in diese Fahrzeugklasse.

## Geschichte
In der Bundesrepublik Deutschland etablierten sich Ende der 1960er-Jahre 25-km/h-Mofas als eine neue Fahrzeugkategorie, die viel Zuspruch in der Bevölkerung fand. Ähnlich wie beim Aufkommen der „Kleinkrafträder“ (offene 50er) wollte Simson auch hier dem neuen Trend mit einem entsprechenden Fahrzeug begegnen – dem Mofa SL 1. Die Fachpresse sah in einem Mofa auch die Chance, die außergewöhnlich große, nicht erfüllbare Nachfrage nach den Simson-Kleinkrafträdern teilweise durch den Verkauf eines simplen Mofas abzudecken. Weiterhin sollte ein Simson-Mofa diejenigen ansprechen, denen die Vogelserie zu teuer oder zu kompliziert war, und es sollte sich tatsächlich auch zum Fahrradfahren eignen.
Diese Erwartungen, die den Bau des Mofas begründeten, erfüllten sich nur teilweise: Der Gesetzgeber hielt an der Regelung fest, dass das Mofa SL1 in die damalige Klasse der Fahrräder mit Hilfsmotor mit einer zulässigen Höchstgeschwindigkeit von 40 km/h fällt. Diese Klasse war fahrerlaubnispflichtig und unterschied sich mit Ausnahme der nicht erforderlichen Registrierung bei der Polizei rechtlich nicht von den Kleinkrafträdern. Die seinerzeit in der BRD verbreiteten Mofas waren hingegen führerscheinfrei. Die Änderungen der StVO und StVZO der DDR zum 1. August 1971 brachten eine weitere Einschränkung mit sich, von nun an musste zum Erlangen der benötigten Fahrerlaubnis auch ein ärztliches Zeugnis vorgelegt werden. Der angestrebte Vorteil eines niedrigen EVP von 550 Mark konnte ebenfalls nicht erreicht werden: Obwohl hart kalkuliert und anfangs sogar auf eine Federung des Vorderrads verzichtet wurde, kam das SL1 schließlich für 695 Mark in den Verkauf. Wesentlich einfacher zu bedienen war es in der Praxis auch nicht. Schließlich wurden weiterhin teilweise lange Wartezeiten auf ein Simson-Mokick in Kauf genommen, anstatt das SL1 ohne Wartezeit zu kaufen. Das Mofa von Simson wurde insgesamt eher misstrauisch aufgenommen.
Bereits 1965 existierte ein Entwurf des damals noch als Simson LM 5 bezeichneten Fahrzeugs. Produktionsstart war offiziell der 20. Juli 1970. Im selben Jahr wurde die Fertigung des Simson Spatz beendet, der als Vorgänger des SL1 gesehen werden kann, auch wenn er konstruktiv keine Gemeinsamkeiten mit diesem hat. Wegen fehlender Druckgussteile aus Jugoslawien konnte bis Mitte August kein Fahrzeug fertiggestellt werden. Im Folgenden trat der erwartete Verkaufserfolg des SL1 nicht ein. Eine Variante mit gefederter Vorderradgabel und Gepäckträger vorn gab es dann mit staatlicher Genehmigung ab Mitte Dezember 1970 als Mofa SL 1 S. Diese brachte jedoch keine Trendwende, ebenso wenig der auf 640 Mark abgesenkte Preis für die ungefederte Ausführung. Im Frühjahr 1971 produzierte man gar auf Halde, während die Nachfrage nach den schnelleren Mokicks von Simson ungebrochen groß blieb. Die Betriebsleitung war sich der konzeptionellen Probleme dieses ersten Mofas bewusst und legte bereits Pläne für einen verbesserten Nachfolger mit der Bezeichnung SL 2 vor. Stattdessen beschlossen die Wirtschaftsstrategen nach immerhin 60.200 Exemplaren den Produktionsstopp zum 31. März 1972. Der Motor wurde noch bis zum Ende der DDR in Rasenmähern des Typs BM-40 eingebaut.
Zwar wurde in der Tschechoslowakei mit der Babetta auch später noch ein klassisches Mofa im Ostblock produziert, dieses wurde in der DDR jedoch nicht angeboten.

## Technische Daten

### Technische Beschreibung
Das SL1 weicht technisch von den anderen Simson-Zweirädern stark ab, was für DDR-Verhältnisse ungewöhnlich ist. Standardisierte Bauteile finden sich am Typ SL1 kaum. Der Hauptrahmen und die zunächst ungefederte Vorderradgabel bestehen aus verschweißten Kastenprofilen. Der Hinterrahmen ist angeschraubt. Der Schwingsattel mit Zentralfeder ist beim Typ SL1 die einzige Federung. Lenker und Sattel sind höhenverstellbar. Anstatt eines Gepäckträgers befindet sich über dem Hinterrad der Kraftstoffbehälter. Anfangs sollten schmalere Reifen (20x2,00) eingebaut werden, die allerdings wegen (angeblicher) Überlastung vom DAMW nicht zugelassen wurden. Somit wurden letztendlich Ballonreifen der Größe 20x2,25 verwendet. Das Modell SL1 S besaß eine Vorderradgabel mit Kurzschwinge mit 50 mm Federweg.
Für Simson untypisch ist auch der liegend angeordnete 50-cm³-Motor mit radialer Verrippung. Er ist konstruktiv auf eine Höchstgeschwindigkeit von 30 km/h ausgelegt. Der erforderliche Abbruch der Leistungskennlinie bei etwa 4500/min geht im Wesentlichen von der Auspuffanlage aus, die als Resonanzdrossel wirkt. Diese ist einfach gehalten und nicht gasdynamisch zur Leistungssteigerung ausgelegt. Der sehr einfache Vergaser arbeitet ohne Ausgleichsmechanismen im gesamten Betriebsbereich, da angenommen wurde, das Mofa würde ohnehin nur wenig im Teillastbereich gefahren werden. Um trotz der nicht vorhandenen Gangschaltung eine annehmbare Beschleunigung ohne hohe Drehzahlen zu gewährleisten, entfaltet der Motor durch entsprechend gewählte Steuerzeiten und Abstimmung der Ansauganlage sein maximales Drehmoment von 0,38 kpm bereits bei 2500/min.
Eine Fliehkraftkupplung überträgt das Motormoment auf eine kleine Riemenscheibe, die mittels Keilriemen mit einer großen Scheibe auf der Pedalwelle verbunden ist. Über einen daran gekuppelten Kettenantrieb geht die Kraftübertragung auf das Hinterrad. Ein zweiter Kettenantrieb mit Freilauf im hinteren Zahnkranz und größerer Übersetzung dient zum Fahrrad fahren. Durch einen Hebelmechanismus kann der Riemenantrieb von der Fahrradkette abgekuppelt werden, um das Radfahren zu erleichtern. Genau genommen besitzt das Mofa SL1 daher zwei Gänge und sogar drei Kupplungen. Die Fliehkraftkupplung selbst ist bei Motorstillstand und im Leerlauf offen. Sie beginnt ab 1840/min zu greifen (Einschaltdrehzahl). Die Fassdrehzahl (vollständig geschlossene Kupplung) ist bei 2740/min erreicht, sodass beim Anfahren das maximale Drehmoment des Motors zur Verfügung steht. Im Schubbetrieb beginnt die Kupplung durch einen Selbstverstärkungseffekt erst zu öffnen, wenn die Drehzahl unter 2000/min absinkt. Damit sollte ausgeschlossen werden, dass bei Bergabfahrt in der Dunkelheit der Motor und damit auch das Licht ausgehen kann.

### Technische Daten
| Kenngröße                    | Mofa SL1                   | Mofa SL 1S                       |
| ---------------------------- | -------------------------- | -------------------------------- |
| Motor                        | Simson-Zweitakt Typ M 51 A | Simson-Zweitakt Typ M 51 A       |
| Zylinder                     | 1                          | 1                                |
| Starter                      | Pedaltrieb                 | Pedaltrieb                       |
| Kühlung                      | Fahrtwind                  | Fahrtwind                        |
| Bohrung (mm)                 | 40                         | 40                               |
| Hub (mm)                     | 39,5                       | 39,5                             |
| Hubraum (cm³)                | 49,6                       | 49,6                             |
| Verdichtung                  | 8:1                        | 8:1                              |
| Zündkerze                    | M14-240                    | M14-240                          |
| Zündzeitpunkt                | 1,8 mm vor OT              | 1,8 mm vor OT                    |
| Leistung (PS/min)            | 1,6/4000                   | 1,6/4000                         |
| maximales Drehmoment (Nm)    | 3,2                        | 3,2                              |
| Getriebe                     | 1-Gang, Automatik          | 1-Gang, Automatik                |
| Vergaser                     | BVF 11 N1-1                | BVF 11 N1-1                      |
| Tankinhalt (l)               | 3,2                        | 3,2                              |
| Rahmen                       | Kasten-Trägerrahmen        | Kasten-Trägerrahmen              |
| Bereifung                    | 20x2,25                    | 20x2,25                          |
| Bremse vorn/hinten           | Trommel                    | Trommel                          |
| Radführung vorn              | starre Gabel               | Kurzschwinge auf Schraubenfedern |
| Radführung hinten            | starre Aufhängung          | starre Aufhängung                |
| Eigengewicht (kg)            | 38,5                       | 40                               |
| Höchstgeschwindigkeit (km/h) | 30                         | 30                               |
| Bauzeit                      | 1970–1971                  | 1971–1972                        |
| Stückzahl                    | 60 200                     | 60 200                           |
| Kraftstoff                   | Gemisch 1:33               | Gemisch 1:33                     |
| Verbrauch je 100 km (l)      | 1,6–1,8                    | 1,6–1,8                          |
| Sitzplätze                   | 1                          | 1                                |
| Quelle:                      |                            |                                  |

## Eigenschaften
Im zeitgenössischen Testbericht erreichte das SL1 eine Höchstgeschwindigkeit von 33 km/h und war damit etwas schneller als die damals in anderen Ländern verbreiteten Mofas. Ein Vorteil gegenüber den Simson-Mokicks war die Höhenverstellbarkeit von Lenker und Sitz. Die Trommelbremsen vorn und hinten wurden beide per Hand betätigt und als sehr wirksam bezeichnet. Für das Fahren ohne Motorkraft wurde die Übersetzung als nicht groß genug bewertet, sodass nur recht langsames Vorankommen möglich war. Lief der Motor, konnte durch Mittreten die Gesamtleistung verbessert werden. Das Steigvermögen betrug ohne Trethilfe 10 %.
Das Mofa sollte Personen ansprechen, denen ein Mokick bereits zu viel Technikverständnis und fahrerisches Können abforderte. Immerhin musste weder gekuppelt noch geschaltet werden. Allerdings sorgten unausgereifte Details dafür, dass das SL1 nicht bedienungsfreundlicher als die Simson-Mokicks war. So war der Startvorgang recht umständlich, da zuerst Fahrrad gefahren werden musste, ehe kurzes Ziehen eines Hebels am Lenker den Motor in Gang setzte. Vor allem der Kaltstart gestaltete sich hakelig. Der Vergaser war durch einen wenig haltbaren Gummischlauch mit dem Zylinderflansch verbunden, die Folge war im Testbericht ein Kolbenklemmer. Der Gepäckträger vorn mit Korb war zwar praktisch, aber anfangs werksseitig nicht – und im Zubehörhandel nur schwer – erhältlich. Hinzu kamen der dürftige Fahrkomfort und das spartanische Äußere, zu dem auch Nachlässigkeiten wie die unansehnliche Verlegung der Seilzüge und Lichtkabel beitrugen. Die KFT sah sich angesichts gravierender motorseitiger Probleme zur vorzeitigen Veröffentlichung eines Fahrberichts genötigt. Mit dem in der DDR verfügbaren Zweitaktmotorenöl kam es zu enormer Ölkohlebildung, sodass nach Erfahrungen von Simson Auspuff und Abgasschlitze im Zylinder alle 700 bis 1000 km gereinigt werden mussten. Im Test der KFT lief der Motor wegen offensichtlicher Überfettung vorwiegend im Viertakt. Auch wurde das SL1 als Verkehrshindernis gesehen, kritisiert wurde deshalb, dass es auf Radwegen mit Motorkraft nicht gefahren werden durfte.

## Rechtliche Fragen
Zu DDR-Zeiten wurde das Simson SL1 als Mofa zur Gruppe der „Fahrräder mit Hilfsmotor“ gezählt. Einziger rechtlicher Unterschied gegenüber anderen Kleinkrafträdern war, dass keine Verpflichtung zur Registrierung bei der VP bestand bzw. ab 1977 keine ABE vorgezeigt werden brauchte. Es bestand aber sowohl Haftpflichtversicherungs- als auch Führerscheinpflicht. Laut Einigungsvertrag werden Fahrräder mit Hilfsmotor im Sinne der bisherigen Vorschriften der DDR auch in der BRD als Fahrräder mit Hilfsmotor anerkannt. Der entsprechende § 18 der StVZO wurde im Jahr 2007 gestrichen. Seitdem muss demnach auch für das Simson SL1 eine Betriebserlaubnis vorgelegt werden. Diese kann beim Kraftfahrtbundesamt beantragt werden.

## Simson-Mofa SL2 von 1990
1990 war erneut von einem Simson-Mofa SL 2 die Rede. Es handelte sich dabei um ein Mofa von Solo aus Sindelfingen, dessen Produktion nach Suhl verlegt und als „Simson SL 2“ verkauft werden sollte. Für 1991 wurde dessen Serienproduktion in Suhl angekündigt, die jedoch nicht eintrat.